# Léon Jean Larribau

a Compétitions nationales et continentales officielles uniquement.

b Matchs officiels uniquement.
Léon Jean Aimé Larribau est un joueur international français de rugby à XV, né le 2 mars 1889 à Anglet et mort au champ d'honneur le 31 décembre 1916 à Louvemont (aujourd'hui Louvemont-Côte-du-Poivre près de Verdun).

## Biographie

### Vie privée
Léon Jean Aimé Larribau naît le 2 mars 1889 à Anglet au domicile de ses parents situé dans la maison Courbois, quartier des Pontots. Son père Jean Larribau, exerçant la profession de cocher, et sa mère, Alexandrine Prudet, sont alors âgés respectivement de 36 et 24 ans.
Léon Jean Aimé Larribau exerce le métier de cordonnier.

### Carrière sportive
Joueur de 1,60 m pour 72 kg, ayant occupé le poste de demi de mêlée en sélection nationale, au Biarritz olympique, et auparavant au CA Périgueux jusqu’en 1912. Il était réputé pour ses longues passes.

### Guerre
Incorporé dans la 3e compagnie du 12e RI en tant que sergent, il porte le matricule no 1247.
Il renoue brièvement avec sa carrière sportive en participant à une rencontre de rugby de son régiment contre le 58e RA qu'il remporte 9-0 le 10 mai 1915.
Il est déclaré « tué à l'ennemi » et « mort pour la France » le 31 décembre 1916 à Louvemont, dans la Meuse.
Il repose à la Nécropole nationale de Glorieux, à Verdun (tombe 2 816).

### Postérité
Le 19 novembre 1954, le stade Aguilera où évolue le Biarritz olympique fut rebaptisé stade Léon-Larribau en son honneur.

## Palmarès

### Avec le CA Périgueux
- Championnat de France de deuxième série :
  - Champion (1) : 1906

### En sélection
- 6 sélections en équipe de France, en 1912 (4 matchs) et 1914 (2 matchs)[5],[6]
- 1 essai (3 points)